# 喜沙大絲油鯰
喜沙大絲油鯰，為輻鰭魚綱鯰形目長鬚鯰科的其中一種，分布於南美洲馬拉開波湖流域，屬肉食性，生活習性不明。

## 擴展閱讀
維基物種上的相關：喜沙大絲油鯰